# 奧斯陸自由論壇
奧斯陸自由論壇、或簡稱奧斯陸論壇（英語：Oslo Freedom Forum）是在挪威政府支持下由位於紐約的美國人權基金會於2009年創辦，每年在諾貝爾和平獎主辦城市奧斯陸舉辦，奧斯陸自由論壇的與談人包括各國前總統、諾貝爾獎得主、良心犯與其他公眾人物，主要藉由論壇進行交流並交換關於人權受迫害情況、如何以科技等方式提升人權與揭發獨裁統治。2018年首度在亞洲舉辦，選在臺灣。
除了主辦於年度論壇的奧斯陸以外，也會有其他區域會議舉辦於舊金山、紐約與其他美國大學校園，論壇過程會進行直播，內容包括人權、科技提升人權等講座課程與專家討論。連線雜誌評論奧斯陸自由論壇為全球最具代表性的人權活動，奧斯陸自由論壇的贊助者包括Google創辦人謝爾蓋·布林、Paypal創辦人彼得·提爾，論壇內容包括許多冒著生命威脅的草根行動主義者、高層制定政策者與可以利用所學發揮影響力的人物。
奧斯陸自由論壇創辦者是索爾·哈佛森。

## 歷史
曾經參與奧斯陸自由論壇的著名人士包括：挪威的總理與奧斯陸市長，也包括曾因政治迫害入獄的馬來西亞前副總理安華、維基解密創辦人阿桑吉，2018年3月首度移師到南非約翰尼斯堡與墨西哥討論人權議題引發共鳴；論壇進行方式類似TEDTalk的9分鐘演說，描述遭受人權迫害的親身經歷。
台灣民主基金會也以捐款表達對奧斯陸自由論壇的支持。
2018年奧斯陸自由論壇於11月10日首度在臺灣台北市舉辦人權論壇，邀請維基百科創辦人吉米·威爾斯、柬埔寨流亡反對派領袖莫淑華、知名脫北者朴研美與埃及演員、LGBT權益活動人士小奧瑪雪瑞夫、BuzzFeed新聞中國分社社長、亞洲新聞記者李香梅（英語：Megha Rajagopalan），以及俄羅斯民主活動人士弗拉基米爾·卡拉-穆爾扎描述他們在各國遭受的人權迫害經歷。

2019年奧斯陸自由論壇於2019年9月13日第二次在臺灣台北市台北君悅酒店舉辦，台灣獨立創作歌手克里夫Cliff帶來開場表演，邀請論壇創辦人索爾．哈佛森（Thor Halvorssen）、香港歌手何韻詩、脫北者北韓駐英國公使太永浩、無黨籍立法委員林昶佐、緬甸克欽族記者艾斯特‧突珊（Esther Htusan）等人，上台描述分享揭開「世界獨裁地圖」，稱讚台灣為亞洲民主燈塔議題、揭發緬甸羅興亞人被緬甸國防軍隊殺害平民、性侵婦女、燒毀村莊諸多人權迫害事件議題、香港反對逃犯條例修訂草案運動事件經歷。

## 外部連結
- 奧斯陸自由論壇 官方網站 （页面存档备份，存于） （英文）
- 奧斯陸自由論壇 Youtube 頻道 （页面存档备份，存于） （英文）